# Марі Андерссон
Марі Андерссон (швед. Mari Andersson; нар. 5 липня 1986) — колишня шведська тенісистка.
Найвищу одиночну позицію світового рейтингу — 335 місце досягла 7 травня 2007, парну — 318 місце — 14 травня 2007 року.
Здобула 5 одиночних та 9 парних титулів туру ITF.

## Фінали ITF
| Легенда         |
| --------------- |
| Турніри $25,000 |
| Турніри $10,000 |

### Одиночний розряд: 5 (5–0)
| Результат | Ранг | Дата             | Турнір                        | Покриття   | Суперниця        | Рахунок          |
| --------- | ---- | ---------------- | ----------------------------- | ---------- | ---------------- | ---------------- |
| Перемога  | 1.   | 26 червня 2005   | ITF Осло, Норвегія            | Ґрунт      | Юганна Ларссон   | 6-4, 6-4         |
| Перемога  | 2.   | 28 серпня 2005   | ITF Марибор, Словенія         | Ґрунт      | Дія Евтімова     | 7-5, 6-3         |
| Перемога  | 3.   | 14 травня 2006   | ITF Единбург, Велика Британія | Ґрунт      | Яніна Вікмаєр    | 0-6, 6-1, 6-3    |
| Перемога  | 4.   | 29 липня 2006    | ITF Ґеусдал, Норвегія         | Тверде     | Надя Рома        | 6–3, 6–7(4), 6–2 |
| Перемога  | 5.   | 5 листопада 2006 | ITF Стокгольм, Швеція         | Тверде (i) | Міхаела Юханссон | 3–6, 6–3, 6–2    |

### Парний розряд: 11 (9–2)
| Результат | Ранг | Дата             | Турнір                        | Покриття   | Партнерка          | Суперниці                                  | Рахунок  |
| --------- | ---- | ---------------- | ----------------------------- | ---------- | ------------------ | ------------------------------------------ | -------- |
| Перемога  | 1.   | 24 квітня 2005   | ITF Бол, Хорватія             | Ґрунт      | Крістіна Андловіч  | Саня Анчич Івана Лісяк                     | 6–3, 6–2 |
| Перемога  | 2.   | 14 травня 2005   | ITF Фалькенберг, Швеція       | Ґрунт      | Юханна Ларссон     | Наталія Колат Моніка Шнейдер               | 6–1, 6–1 |
| Перемога  | 3.   | 28 серпня 2005   | ITF Марибор, Словенія         | Ґрунт      | Крістіна Андловіч  | Каталін Мароші Маріна Таваріс              | 7-6, 6-3 |
| Поразка   | 4.   | 6 листопада 2005 | ITF Стокгольм, Швеція         | Тверде (i) | Юханна Ларссон     | Ева-Марія Гох Мартіна Павелець             | 4–6, 3–6 |
| Перемога  | 5.   | 10 травня 2006   | ITF Единбург, Велика Британія | Ґрунт      | Надя Рома          | Deborah Armstrong Джорджи Джент            | 6–2, 6–2 |
| Перемога  | 6.   | 21 травня 2006   | ITF Фалькенберг, Швеція       | Ґрунт      | Міхаела Юханссон   | Анне Шефер Julia Paetow                    | 6–2, 6–0 |
| Перемога  | 7.   | 23 травня 2006   | ITF Balș, Румунія             | Ґрунт      | Кароліне Борґерсен | Raluca Ciulei Lenore Lazaroiu              | 6–0, 6–1 |
| Перемога  | 8.   | 28 липня 2006    | ITF Ґеусдал, Норвегія         | Тверде     | Надя Рома          | Кароліне Борґерсен Міхаела Юханссон        | 6–4, 6–0 |
| Перемога  | 9.   | 5 травня 2007    | ITF Макарська, Хорватія       | Ґрунт      | Надя Рома          | Магдалена Кіщиньська Анастасія Полторацька | w/o      |
| Перемога  | 10.  | 27 травня 2007   | ITF Фалькенберг, Швеція       | Ґрунт      | Надя Рома          | Franziska Götz Анне Шефер                  | 6–0, 7–5 |
| Поразка   | 11.  | 1 липня 2007     | ITF Осло, Норвегія            | Ґрунт      | Кароліне Стейро    | Ева-Марія Гох Мелані Клаффнер              | 2–6, 3–6 |